# Ted Arnott
Pour les articles homonymes, voir Arnott.
Theodore Calvin Arnott, né le 8 avril 1963 à Fergus, est un homme politique provincial canadien de l'Ontario. Il est député provincial progressiste-conservateur de la circonscription ontarienne de Wellington—Halton Hills depuis 1990.
En juin 2018, il devient le 42e président et le doyen de l'Assemblée législative de l'Ontario. En 2022, il devient, avec la retraite de Jim Wilson et la défaite de Gilles Bisson, le député ayant siégé le plus longtemps de l'Assemblée.

## Biographie
Né à Fergus (en) en Ontario, Arnott grandit à Arthur où sa famille opère une entreprise de génie construction.
En août 1978, il sauve la vie d'un homme qui se noyait dans la zone de conservation de Rockwood. Il reçoit une reconnaissance de l'Ordre de Saint-Jean-de-Jérusalem et du commissaire de la Police provinciale de l'Ontario, Harold H. Graham, pour souligner l'évènement.
Arnott gradue de la Arthur District High School et ensuite obtient un Bachelor of Arts avec une majeure en sciences politiques de l'Université Wilfrid-Laurier. Il reçoit plus tard un diplôme en administration des affaires. De 1987 à 1990, il est assistant exécutif de Jack Johnson (en), député de Wellington et président du caucus progressiste-conservateur de l'Ontario.

## Politique
Élu en 1990 à l'âge de 27 ans, il est le plus jeune député du caucus progressiste-conservateur. Il est réélu en 1995, 1999, 2003, 2007, 2011, 2014, 2018 et en 2022..
Durant sa carrière parlementaire, il travaille avec plusieurs partenaires locaux afin entre autres de construction la nouvelle Groves Memorial Community Hospital, supporter les rénovations et amélioration de la Georgetown Hospital, le projet de contournement de la Route 6 à Morriston (en), du nouveau campus de l'Université Wilfrid-Laurier de Halton, du nouveau palais de justice de Halton, du Centre de soins de longue durée Bennett de Georgetown, ainsi que plusieurs autres projets.
En 2004, l'Université Wilfrid-Laurier considère Arnott comme l'un de ses diplômé ayant contribué à faire une différence dans le monde entier.
Élu président de l'Assemblée législative dès le premier tour de scrutin en juillet 2018, il peine à entrer dans son rôle durant la première année. L'année suivante, en 2019, le bureau du président publie Règles de respect et de courtoisie dans la Chambre. Réélu député en juin 2022, il est reconduit dans ses fonctions de président en août 2022.